# Toshiyuki Abe
Toshiyuki Abe (阿部 敏之, Abe Toshiyuki) est un footballeur japonais né le 1er août 1974.